# Midnight (canción de Elan)
"Midnight" es el primer sencillo tomado del álbum debut Street Child, de la cantante mexicana de rock alternativo Elan.
El sencillo fue lanzado en México el 13 de junio del 2003. Los fans de Elan tiraron tres servidores nacionales en México con solicitudes de la canción.
Este sencillo alcanzó el #1 en airplay en gran parte del territorio mexicano y permaneció en la primera posición por diez semanas sin cambiar de posición.
Existen 2 ediciones del video musical, una con imágenes de handycam en blanco y negro interpoladas de ella, y la otra sin esas escenas agregadas.

## Lista de canciones.
1. Midnight (4:32)
2. Midnight (Acoustic Re-Mix Version) (4:21)